# 2016夏季达沃斯论坛
2016夏季达沃斯论坛，又名世界经济论坛2016年新领军者年会，于2016年6月26日至28日在中国天津市举行，会议地点为天津梅江会展中心，来自世界90个国家和地区的超过1700位政要和商界领袖等受邀与会，包括中国国务院总理李克强。此次会议以“第四次工业革命-转型的力量”为主题。

## 会议议程
此次会议以“第四次工业革命-转型的力量”为主题，重点聚焦“反思创新、重塑增长、重设体系”，而本次论坛开幕之际英国脱离欧盟公投所引发的相关影响则紧急列入分论坛议题。

### 6月26日
6月26日的会议议题主要关注科技与经济转型等，如：亚洲地缘经济前景展望 、金融科技将遭遇泡沫？、大神经科学时代 、发现引力波、中国营商环境的变迁、人机之战：阿尔法围棋的重要性 、中国“十三五”规划：增长新蓝图等。

### 6月27日

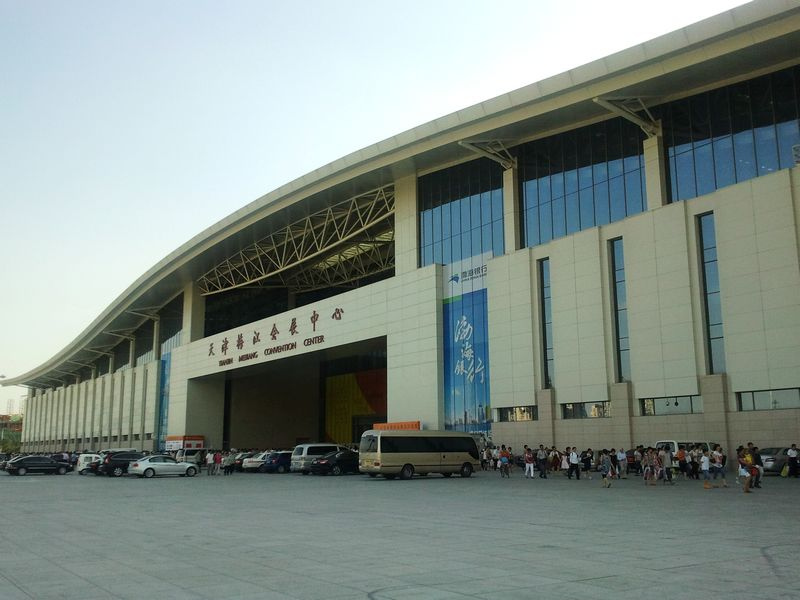
举办年会的梅江会展中心

6月26日举办本次夏季达沃斯论坛的开幕全会，同时当天的会议议题主要关注中国经济与转型，如：中国的国际雄心、加大融资力度，助力中国发展、中国社会的变迁等。开幕全会上，天津市代理市委书记、市长黄兴国，论坛主席施瓦布及中国总理李克强先后致辞。

### 6月28日
6月28日的会议议题主要关注第四次工业革命的影响等，并将举办闭幕演出。